# Bahia Blanca (partido)
Pour les articles homonymes, voir Bahia (homonymie).
Le partido de Bahia Blanca est une subdivision de la province argentine de Buenos Aires. Fondé en 1928, son chef-lieu est Bahia Blanca.